# Talamancaheros
Talamancaheros (Talamanca + Heros) ist eine Gattung mittelamerikanischer Buntbarsche, die im östlichen Costa Rica und im westlichen Panama in Flüssen vorkommen, die von der Cordillera de Talamanca in den Pazifik fließen. Die Gattung wurde erst im April 2016 durch ein Team tschechischer Ichthyologen eingeführt. Vorher zählten die Arten der Gattung zeitweise zu Cichlasoma, Tomocichla, Theraps oder Paraneetroplus.

## Merkmale
Talamancaheros-Arten werden etwa 25 cm lang und haben einen gemäßigt langgestreckten Körper, einen relativ langen Schwanzstiel mit 5 Wirbeln, nur wenige (4–5) Afterflossenstacheln, viele Brustflossenstrahlen (16) und ein leicht unterständiges Maul, das es ihnen ermöglicht ihre Aufwuchs und Algen bestehende Nahrung von harten Untergründen abzuschaben. Die Zähne sind konisch, ohne eine zweite Spitze und labiolingual (lippen- und zungenseitig) abgeflacht. Auch die Anzahl der Schuppen entlang der Seitenlinie ist mit 32 bis 33 relativ hoch. In der Fortpflanzungszeit nehmen die Fische eine helle, fast weißliche Färbung an. Die Kopfunterseite ist dann schwärzlich.

## Arten
Gegenwärtig zählt die Gattung zwei Arten:
- Siebolds Buntbarsch (Talamancaheros sieboldii (Kner, 1863))
- Talamancaheros underwoodi (Regan, 1906)